# Bentley (East Riding of Yorkshire)
Bentley – osada w Anglii, w hrabstwie East Riding of Yorkshire. Leży 11 km na północny zachód od miasta Hull i 257 km na północ od Londynu.